# Gloholm (vid Åselholm, Iniö)
Gloholm är en ö i Finland. Den ligger i Skärgårdshavet och i kommunen Pargas i den ekonomiska regionen  Åboland i landskapet Egentliga Finland, i den sydvästra delen av landet. Ön ligger omkring 55 kilometer väster om Åbo och omkring 210 kilometer väster om Helsingfors.
Öns area är 18,6 hektar och dess största längd är 0,8 kilometer i öst-västlig riktning. Ön höjer sig omkring 10 meter över havsytan. I omgivningarna runt Gloholm växer i huvudsak barrskog.